# 5629 Kuwana
5629 Kuwana eller 1993 DA1 är en asteroid i huvudbältet som upptäcktes den 20 februari 1993 av de båda japanska astronomerna Tsutomu Hioki och Shuji Hayakawa i Okutama. Den är uppkallad efter den japanska staden Kuwana.
Asteroiden har en diameter på ungefär 14 kilometer och den tillhör asteroidgruppen Eos.